# Relleno inyectable
El relleno Inyectable (también llamado relleno estético inyectable, relleno facial inyectable) es un relleno de tejidos blandos que se inyecta en la piel para rellenar las arrugas faciales y dar una apariencia más suave. La mayoría de estos rellenos de arrugas son temporales, ya que finalmente son absorbidos por el cuerpo. Algunas personas pueden necesitar más de una inyección para lograr el efecto de arrugas alisadas. El efecto dura alrededor de seis meses o más. Los resultados exitosos dependen de la salud de la piel, la habilidad del médico, el tipo de relleno utilizado.
En los EE.UU, los rellenos son aprobados como productos sanitarios por parte de la Administración de Alimentos y Medicamentos (FDA) y la inyección se prescribe y se realiza por un médico. En Europa y el Reino Unido, los rellenadores son productos sanitarios de venta libre que pueden ser inyectados por cualquier persona. Estos sólo requieren la marca CE, que regula la adhesión a las normas de producción, pero no requiere ninguna demostración de la eficacia médica. Como resultado, hay más de 140 rellenos inyectables en el mercado europeo del Reino Unido y sólo seis aprobados para su uso en los EE. UU.

## Materiales utilizados
Los rellenos se componen de ácido hialurónico, colágeno, o polímeros sintéticos. La clase de polímero biosintética incluye poli-L-láctico, hidroxiapatita de calcio, y polimetacrilato de metilo. 

### Ácido hialurónico
El hialuronano (ácido hialurónico) es un ingrediente común en relleno inyectable. Los rellenos de ácido hialurónico se han vuelto populares en el relleno de tejido suave en los últimos años.
- Restylane: producido por Galderma, originalmente inventado por Q-Med. Restylane es un relleno dérmico que se puede utilizar para restaurar el volumen y la plenitud a la piel, lo que reduce significativamente la aparición de líneas finas y arrugas. Restylane se puede aplicar alrededor de la nariz, los labios y las arrugas.[5]
- Juvéderm: producido por Allergan. Juvederm es un relleno inyectable que es aprobado por la Administración de Alimentos y Medicamentos Es producido por Allergan.[6] Los rellenos Juvederm se utilizan en los labios, los pliegues nasolabiales, las líneas de marioneta, las mejillas y las ojeras.[7]
- Perfectha: producido por Sinclair Farmacéuticos. Perfectha es un relleno inyectable de ácido hialurónico de origen no animal de hecho en Francia.
- Dermalax[8]
- Neuramis®: Producido por Medytox Inc. es un relleno dérmico base a ácido hialurónico inyectable aprobado por KFDA (Korean Food Drug Administration)
- Artecoll
- Yvoire

### Colágeno
El colágeno es el principal componente estructural de la piel. El colágeno inyectable puede provenir de xenotrasplante (cerdos, vacas), alotrasplante (donantes humanos), o puede ser generada en un laboratorio.
- Zyderm 1&2, Zyplast (bovino)
- Evolence (porcino)
- Alloderm, Cymetra. El tejido de trasplante es procesado hasta convertirlo en una matriz dérmica acelular. Esto se logra por remoción de la epidermis y de las células dérmicas, y luego convirtiendo la matriz dérmica obtenida, en partículas micronizadas.
- Cosmoderm 1 & 2, Cosmoplast (cultivo de laboratorio)

### Polímeros biosintéticos
Están autorizados como relleno facial, en dosis de 1 a 3 mililitros y lo administran médicos especialistas en medicina estética o cirugía plástica.
- Radiesse (hidroxiapatita de calcio) está compuesto por unas micropartículas de hidroxiapatita de calcio (CaHA) suspendidas en un gel acuoso. Con el tiempo, el cuerpo va absorbiendo gradualmente el gel.
- Artefill (es una mezcla depolimetilmetacrilato, colágeno y lidocaína) es un polímero sintético.
- Sculptra (poli-L-láctico) es un relleno reabsorbible, pero de larga duración. Contiene microesferas de ácido Poli-Láctico en forma de gel.

## Cómo funciona
Los rellenos dérmicos, también conocidos como "inyectables" o "rellenos de tejidos blandos", hacen precisamente lo que su nombre sugiere: llenan el área debajo de la piel. Algunos rellenos son naturales y algunos son sintéticos, pero todos trabajan para mejorar la apariencia de la piel de las siguientes maneras:
- Rellenando las arrugas, líneas de expresión y arrugas profundas
- Mejorando imperfecciones como cicatrices
- Rellenando labios finos y arrugados
- Rellenando mejillas
- Cambiando el contorno de la mandíbula y otras áreas de la cara

En el caso del ácido hialurónico, el efecto de relleno es conseguido a través de sus propiedades, este compuesto es un polisacárido de textura viscosa y alta capacidad de retención de agua, por lo que al ser inyectado, acumula líquido y rellena la zona aplicada.

## Duración del efecto
En un porcentaje que se encuentra entre el 50 y el 85% de los casos, la duración de los efectos del tratamiento está entre 3 y 18 meses.

## Riesgos del procedimiento
Los riesgos de un procedimiento de relleno dérmico incorrectamente realizado comúnmente incluyen moretones, enrojecimiento, dolor o picazón. Con menor frecuencia, puede haber infecciones o reacciones alérgicas, que pueden causar cicatrices y bultos que pueden requerir corrección quirúrgica. 

Desde 2010 se sabe que sustancias infiltradas, como el colágeno, dañan la salud y resultan en una enfermedad incurable, llamada Enfermedad por sustancias modelantes.